# عبد المجيد الصليهم
عبد المجيد الصليهم، لاعب كرة قدم سعودي، يلعب في نادي النصر.

## مسيرة اللاعب

### نادي الشباب
مثل اللاعب نادي الشباب في المراحل السنية ووصل للفريق الأول عام 2013 ومثل الفريق بشكل أساسي.

### احترافه في إسبانيا
أعلنت هيئة الرياضة السعودية عن رحيل 9 لاعبين للتواجد في اسبانيا والانضمام لأندية مختلفة في الدوري الاسباني ودوري الدرجة الأولى من أجل اعدادهم لكأس العالم 2018 في روسيا.
وتتواجد المملكة العربية السعودية في المجموعة الأولى مع منتخبات روسيا ومصر وأوروجواي بالمونديال الروسي 2018.
وشهدت المملكة حضور 25 عضوا من أعضاء رابطة «لا ليجا» الإسبانية مراسم توقيع إعارة اللاعبين السعوديين، وذلك في خطوة احترافية فريدة من نوعها.
وسبق وتم الإعلان عن شراكة لتطوير الكرة السعودية بمشاركة الهيئة العامة للرياضة والاتحاد السعودي لكرة القدم ورابطة لا ليجا الإسبانية. ومن المقرر أن يتواجد 9 لاعبين من الدوري السعودي في اعارة لنهاية الموسم مع انديتهم قبل التواجد في معسكرات المنتخب السعودي استعدادا للمونديال.
وانتقل فهد المولد لاعب الاتحاد السعودي لصفوف ليفانتي، وسالم الدوسري لصفوف فياريال، ويحيى الشهري لصفوف ليجانيس وعبد المجيد الصليهم لصفوف رايو فايكانو، ونوح الموسى لصفوف بلد الوليد.
وانضم جابر مصطفى لصفوف فياريال «ب»، ومروان عثمان بليجانيس «ب»، وعبد الله الحمدان في سبورتينج خيخون، وأخيراً علي النمر لنومانسيا.

### العودة للشباب
بعد العودة من الاحتراف عاد لتمثيل نادي الشباب ولعب معهم موسمين.

### نادي النصر
وقع اللاعب مع نادي النصر عقد لمدة ثلاث سنوات من صيف عام 2020 بعد انتهاء عقده مع الشباب.

## بطولاته
- كأس السوبر السعودي 2021
- كأس العرب للأندية الأبطال (1): 2023

## روابط خارجية
- عبد المجيد الصليهم على موقع إي إس بي إن إف سي (الإنجليزية)
- عبد المجيد الصليهم على موقع ناشيونال فوتبول تيمز (الإنجليزية)
- عبد المجيد الصليهم على موقع Soccerbase.com (لاعب) (الإنجليزية)
- عبد المجيد الصليهم على موقع Soccerway.com (الإنجليزية)
- عبد المجيد الصليهم على موقع عالم كرة القدم.نت (الإنجليزية)